# Edward Burra
Edward Burra (29 mars 1905 - 22 octobre 1976) est un peintre, dessinateur et graveur anglais, connu pour ses représentations de la pègre urbaine, de la culture noire et des scènes du Harlem des années 1930. Parfois comparée a George Grosz, son œuvre évolue ensuite vers une thématique fantastique (figures de squelettes, d'homme-oiseau), qui le rapproche du surréalisme.

## Biographie
Burra est né près de Rye, Sussex, Angleterre, et a fréquenté l'école préparatoire, mais plus tard, il doit en être retiré pour des raisons médicales. Burra étudie ensuite à la Chelsea School of Art de 1921 à 1923 et au Royal College of Art de 1923 à 1925. Sa première exposition personnelle a lieu à la Galerie Leicester en 1929. Il est membre de Unit One en 1933 et a expose avec les surréalistes anglais à la fin des années 1930.
Burra a beaucoup voyagé et de nombreuses influences sont sensibles dans ses œuvres, principalement de grandes aquarelles aux couleurs vives. Pendant la Deuxième Guerre mondiale, alors qu'il est  impossible de voyager, il s'est également impliqué dans la conception de décors et de costumes de ballet comme Miracle in the Gorbals, domaine ou il ne tarde pas à s'imposer.
S'il refuse d'adhérer à la Royal Academy en 1963,  malgré son élection, il est fait commandeur de l'ordre de l'Empire britannique en 1971.
La Tate Gallery organise une rétrospective de son œuvre en 1973. Une importante exposition est prévue pour célébrer le 25e anniversaire de sa mort, à la Pallant House Gallery de Chichester du 22 octobre 2011 au 19 février 2012.

## Quelques œuvres
- Tate Gallery :
  - The Snack Bar, 1930[4].
  - Harlem, 1934[4].
  - Dancing Skeletons, 1934[4].
  - Mexican Church, vers 1938[4].
- John Deth, gouache, 55,9 × 76,2 cm.